# Кінан Долс
Кінан Долс (24 липня 1998) — ямайський плавець.
Учасник Олімпійських Ігор 2020 року, де в попередніх запливах на дистанціях 200 метрів комплексом і 200 метрів батерфляєм посів, відповідно, 43-тє та 34-те місця й не потрапив до півфіналів.